# Chilo auricilius
Chilo auricilius, tên tiếng Anh thông dụng là gold-fringed rice stemborer, hay terai borer, là một loài bướm đêm thuộc họ Crambidae. Loài này được mô tả bởi Dudgeon vào năm 1905. Chúng được tìm thấy ở Ấn Độ, Đài Loan, Bhutan và Sri Lanka, cũng như Sulawesi, Borneo, đảo Sangir và Moluccas.. Ấu trùng đục thân vào và ăn thân các cây thuộc họ cỏ khác nhau bao gồm mía, lúa, ngô.